# Skąd wzięły się te dziwne krople krwi na ciele Jennifer?
Skąd wzięły się te dziwne krople krwi na ciele Jennifer? (wł. Perché quelle strane gocce di sangue sul corpo di Jennifer?) – włoski horror z 1972 roku w reżyserii Giuliano Carnimeo, znanego pod pseudonimem Anthony Ascot. Wyprodukowany przez Galassia Film i Lea Film.
Światowa premiera filmu miała miejsce 4 sierpnia 1972 roku.

## Obsada
- Edwige Fenech jako Jennifer Lansbury
- George Hilton jako Andrea Barto
- Annabella Incontrera jako Sheila Isaacs
- Paola Quattrini jako Marilyn Ricci
- Giampiero Albertini jako komisarz Erici
- Franco Agostini jako Renzi, asystent Ericisa
- Oreste Lionello jako fotograf Arthur
- Ben Carrà jako Adam
- George Rigaud jako profesor Isaacs
- Carla Brait jako Mizar Harrington

i inni.